# 66
66. је била проста година.

## Догађаји
- Неронов брак са Статилијом Месалином, удовицом Атика Вестина.
- Тиридатово путовање у Рим да добије дијадему из Неронових руку.
- Нерон је 22. септембра формирао 1. италијанску легију.
- Почетак Јеврејско-римских ратова у Цезареји између хеленизованог дела становништва, подржаног од прокуратора Гесија Флоруса, и присталица јудаизма; побуна у Јудеји, римски гарнизон у Јерусалиму је убијен; Поражена је војска сиријског гувернера Цестија Гала. Вођа зилота Менахем. Нерон поставља Флавија Веспазијана да се бори против побуњеника, а он окупља снаге у Антиохији.
- Нероново путовање кроз Грчку. Дао је слободу целој Грчкој, а римско држављанство судијама.

### Септембар
- 22. септембар — Римски цар Нерон формира I италијанску легију.

### Октобар
- Почиње Јеврејски устанак против Римског царства. Побуњени зилоти стављају Јерусалим под опсаду и уништавају римски гарнизон.

## Смрти
- Клаудија Антонија, ћерка Клаудијева (р. 30)